# Conversano
Conversano és un municipi italià, situat a la regió de la Pulla i la ciutat metropolitana de Bari. L'any 2018 tenia 26.171 habitants.